# Kostel Navštívení Panny Marie (Moldava)
Římskokatolický farní kostel Navštívení Panny Marie v Moldavě je sakrální stavba nacházející se na západním okraji obce, vlevo od silnice pod svahem. Od roku 1964 je kostel chráněn jako kulturní památka.

## Historie
Kostel je poprvé zmíněn roku 1346 v účtech míšeňské kapituly, kdy sloužil sklářům z okolí. V této době byl pravděpodobně dřevěný. V období po bitvě na Bílé Hoře místní obyvatelé přijali reformaci a docházeli na luteránské bohoslužby do sousedního saského Hermsdorfu. Po nástupu protireformace většina těchto původních obyvatel odešla do ciziny. V roce 1687 byl v místě postaven nový kostel na místě předchozího a je také v té době doložen katolický kněz, který zde sloužil bohoslužby. V roce 1851 byl tento kostel stavebně upraven.

## Architektura

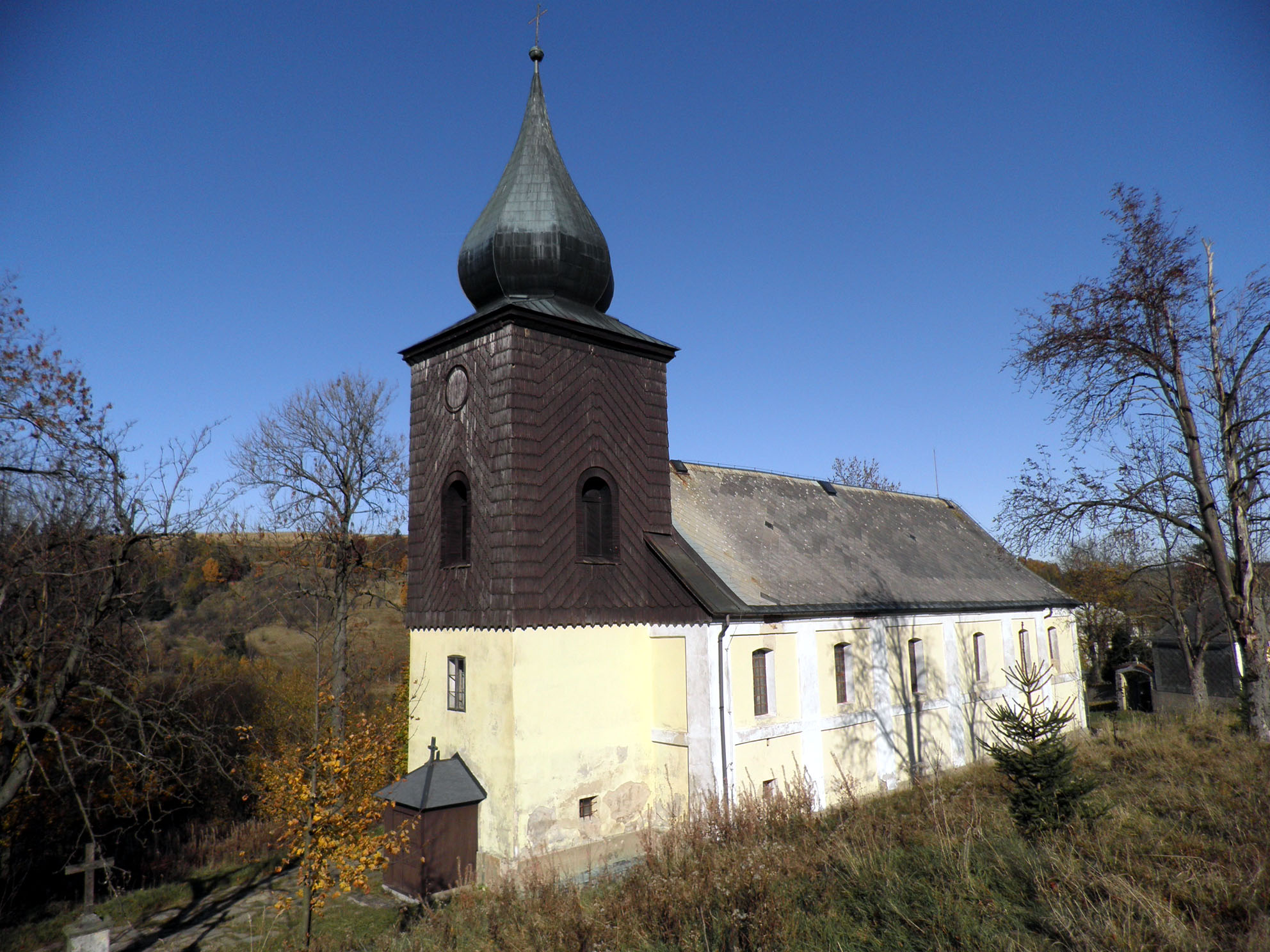
Kostel v Moldavě (průčelí a bok)

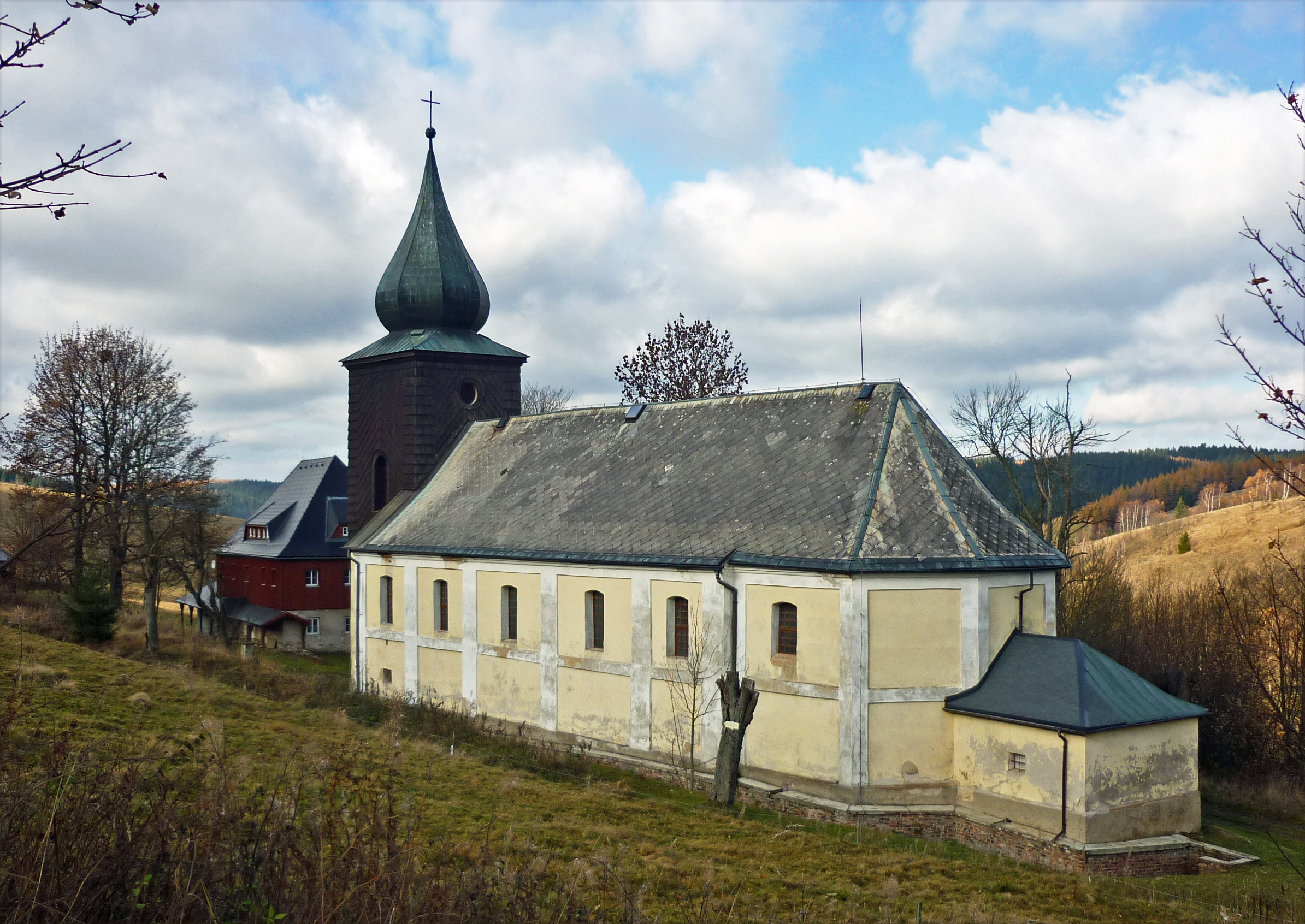
Závěr a bok kostela v Moldavě

Kostel je obdélný, jednolodní, trojboce uzavřený. Sakristie je čtverhranná a nachází se za závěrem. Hranolová věž představěná západnímu průčelí, která je pobíjená šindelem, je nahoře ukončena cibuli. Vně kostela jsou lizénové rámy a segmentová okna. Střecha je sedlová. Nad presbytářem je valba krytá šindelem.
Loď má plochý strop. Presbytář má křížovou klenbu. Zařízení kostela je pseudobarokní.

## Okolí kostela
Nedaleko kostela je fara postavená kolem roku 1800. Jedná se o obdélnou, patrovou stavbu se zděným přízemím. Patro fary je bedněné. Budova má vysokou sedlovou střechu, která je kryta šindelem.